# Rene Smaal
Rene Smaal, né le 25 juillet 1987 à Apeldoorn, est un karatéka néerlandais. Il a remporté la médaille d'or du kumite moins de 75 kilos aux championnats d'Europe de karaté 2011 à Zurich. Il a également remporté, aux championnats d'Europe dans cette même catégorie, la médaille d'argent en 2012 à Adeje et 2013 à Budapest ainsi que la médaille de bronze en 2010 à Athènes et 2016 à Montpellier.